# Gérauvilliers
Gérauvilliers est une ancienne commune française du département de la Meuse en région Grand Est. Elle est associée à la commune de Badonvilliers depuis 1973.

## Histoire
Mentionné sous le nom de Gillauviler en 1257, ce village a fait partie du Barrois mouvant et du diocèse de Toul.
Le 1er janvier 1973, la commune de Gérauvilliers est rattachée sous le régime de la fusion-association à celle de Badonvilliers qui est alors renommée Badonvilliers-Gérauvilliers.

## Politique et administration
| Période                                  | Période | Identité    | Étiquette | Qualité |
| ---------------------------------------- | ------- | ----------- | --------- | ------- |
|                                          |         | Pol Contaut |           |         |
| Les données manquantes sont à compléter. |         |             |           |         |

## Démographie
| 1793 | 1800 | 1806 | 1821 | 1831 | 1836 | 1841 | 1846 | 1851 |
| ---- | ---- | ---- | ---- | ---- | ---- | ---- | ---- | ---- |
| 150  | 165  | 191  | 191  | 181  | 197  | 185  | 219  | 228  |

| 1856 | 1861 | 1866 | 1872 | 1876 | 1881 | 1886 | 1891 | 1896 |
| ---- | ---- | ---- | ---- | ---- | ---- | ---- | ---- | ---- |
| 211  | 208  | 195  | 194  | 186  | 170  | 157  | 145  | 140  |

| 1901 | 1906 | 1911 | 1921 | 1926 | 1931 | 1936 | 1946 | 1954 |
| ---- | ---- | ---- | ---- | ---- | ---- | ---- | ---- | ---- |
| 131  | 134  | 134  | 126  | 104  | 110  | 95   | 82   | 87   |

| 1962 | 1968 | - | - | - | - | - | - | - |
| ---- | ---- | - | - | - | - | - | - | - |
| 75   | 66   | - | - | - | - | - | - | - |

## Lieux et monuments
- Fontaine-abreuvoir du XIXe siècle[4]
- Lavoir du XIXe siècle[5]
- Église paroissiale Saint-Martin du XVIIe siècle, reconstruite entre 1781 et 1786 ; travaux de réfection entre 1818 et 1820[6]

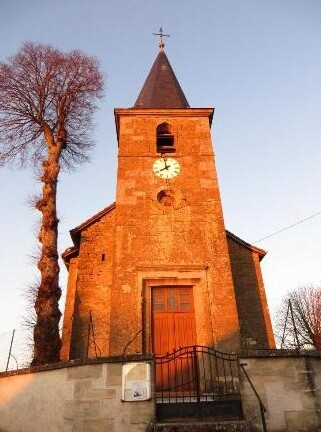
Église Saint-Martin.